# Friedrich Fabri

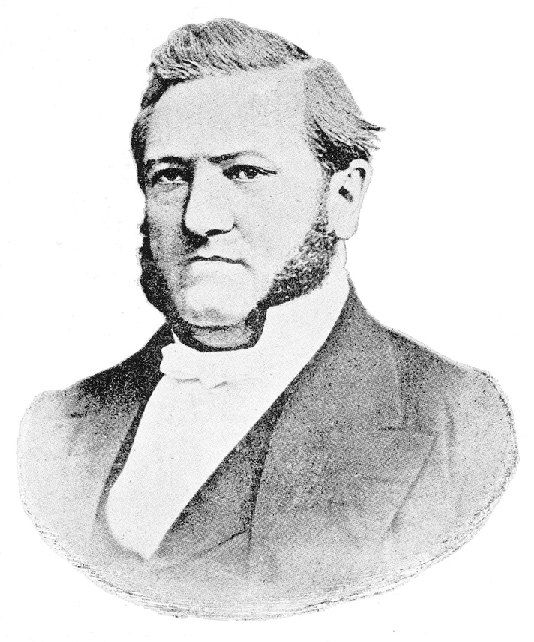
Friedrich Fabri

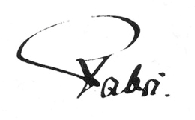
Unterschrift

Friedrich Gotthart Karl Ernst Fabri (* 12. Juni 1824 in Schweinfurt; † 18. Juli 1891 in Würzburg) war ein deutscher evangelischer Theologe und Publizist. Neben und nach seiner Tätigkeit als Leitender Inspektor der Rheinischen Mission war er maßgeblich am Entstehen der deutschen Kolonialbewegung beteiligt. Fabri war zudem Honorarprofessor der Universität Bonn.

## Herkunft und Ausbildung
Friedrich Gotthart Karl Ernst Fabri war der einzige Sohn von Ernst Friedrich Wilhelm Fabri, der von 1836 bis 1866 in Würzburg als Dekan tätig war, 1854 an der Gründung eines interkonfessionellen Johanneszwigvereins für freiwillige Armenpflege beteiligt war und als Dekan und Kirchenrat starb. Friedrich Fabri studierte ab 1841 Evangelische Theologie in Erlangen und Berlin. In Erlangen hörte er bei Engelhardt, Harleß, Höfling, von Hofmann, Thomasius, Thiersch, Fischer und Raumer. Seine Lehrer in Berlin waren Schelling, Neander, Steffens, Marheinecke, Gabler, Theremin, von Ranke und Ritter. Zu Beginn seines Studiums wurde er 1841 Mitglied der Burschenschaft der Bubenreuther in Erlangen. 1845 legte er sein theologisches Examen ab und trat in das Münchener Predigerseminar ein. 1847 wurde er in Tübingen mit einer Arbeit über Johannes Duns Scotus zum Doctor philosophiae et artium liberalium magister promoviert. Nach dem Studium in wurde er 1848 Stadtvikar in Würzburg, wo er mit seinem Vater zusammenarbeitete, und 1851 Pfarrer in Bonnland (heute in Hammelburg), wo er Henriette Brandt, Tochter eines südhannoverschen Gutsbesitzers, heiratete.

## Missionsarbeit
1857 wurde Fabri Leitender Inspektor der Rheinischen Mission in Barmen (heute zu Wuppertal). In dieser Position führte er eine bessere Ausbildung der Missionskandidaten ein, die sowohl die alten Sprachen umfasste als auch darauf achtete, dass die Persönlichkeit der Missionare berücksichtigt und gestärkt wurde. Er verbesserte die Kommunikation mit den Missionaren durch regelmäßige Rundschreiben über politische und kirchliche Entwicklungen und gab der Missionsgesellschaft ein ausgearbeitetes Statut mit einer Generalversammlung als oberstem Organ.
Außerdem gründete er die Kontinentale Missionskonferenz in Bremen, die die europäischen evangelischen Missionswerke zusammenbrachte und zum ersten Mal 1866 zusammentrat. Kirchenpolitisch trat Fabri für eine stärkere Trennung von Kirche und Staat und für eine Dezentralisierung der evangelischen Kirche ein. Nach 27 Jahren trat er von seinem Amt bei der Rheinischen Mission zurück und konzentrierte sich auf publizistische Arbeit, insbesondere für eine deutsche Kolonialpolitik.

## Kolonialpolitik
Im Zuge seiner Tätigkeit begann Fabri sich auch mit dem Thema Auswanderung zu befassen. Bereits 1865 gründete er ein Komitee für die protestantischen Deutschen in Brasilien, später Evangelische Gesellschaft für die protestantischen Deutschen in Amerika, die er bis zu seinem Tode leitete.
Vor dem Hintergrund der Revolution von 1848 vertrat er die These, dass durch die Deportation von deutschen Arbeitern, die an revolutionärem Gedankengut festhielten, in deutsche Siedlungskolonien die soziale Frage, d. h. die Verelendung und Übervölkerung im Deutschen Reich, gelöst würde.
1879 veröffentlichte er eine als „politisch-ökonomische Betrachtung“ gedachte Broschüre mit der Frage: Bedarf Deutschland der Kolonien?. Damit stieß er eine breite öffentliche Diskussion über das Thema an und verhalf der Idee des deutschen Kolonialismus zum Erfolg. Als „allumfassende Krisentherapie“ argumentierte Fabri für den Export von Menschen, Kapital und Gütern.
Ab diesem Zeitpunkt widmete sich Fabri in erster Linie der kolonialen Bewegung durch Reden, Leitartikel und Korrespondenz und beteiligte sich an der Gründung des Westdeutschen Vereins für Colonisation und Export, dessen Vorsitzender er Zeit seines Bestehens war. 1882 war er an der Gründung des Deutschen Kolonialvereins beteiligt. In den Kolonialrat, der auf seine Idee zurückging, wurde er jedoch nicht berufen. Auch seinen Lieblingsplan einer Kolonie in Brasilien konnte er nicht verwirklichen, blieb aber bis kurz vor seinem Tod aktiv: Nach einem Vortrag „über die Bedeutung der Auswanderung“ vor dem Nürnberger Kolonialverein wurde er schwer krank und starb wenige Wochen später.

## Schriften (Auswahl)
- Die materiellen Nothstände der protestantischen Kirche Bayerns und deren mögliche Abhülfe. Eine Denkschrift. Raw, Nürnberg 1848, (Digitalisat; als Stadtvikar in Würzburg).
- Ueber Kirchenzucht im Sinne und Geiste des Evangeliums. Eine Synodalfrage im Zusammenhange kirchlicher Zeitfragen. Steinkopf, Stuttgart 1854, (Digitalisat).
- Briefe gegen den Materialismus. Liesching, Stuttgart 1856, (Digitalisat; 2., vermehrte Auflage. Mit zwei Abhandlungen über den Ursprung und das Alter des Menschengeschlechtes. ebenda 1864, Digitalisat).
- Die Entstehung des Heidenthums und der Aufgabe der Heidenmission. Nebst zwei Beilagen: Ueber den Ursprung der Sprache, und Ueber den christlichen Staat. Langewiesche, Barmen 1859, (Digitalisat).
- Die neuesten Erweckungen in Amerika, Irland und anderen Ländern. Langewiesche, Barmen 1860, (Digitalisat).
- Der sensus communis, das Organ der Offenbarung Gottes in allen Menschen. Eine biblisch-psychologische Betrachtung zur Beleuchtung der Stellung des Christen zur Welt. Langewiesche, Barmen 1861, (Digitalisat).
- Die Erweckungen auf deutschem Boden. Eine Darstellung und Beleuchtung der Erweckungen im Elberfelder Waisenhause und der daran sich knüpfenden Vorkommnisse. Langewiesche, Barmen 1861, (Digitalisat).
- Die Wohnungsnoth der Arbeiter in Fabrikstädten und deren Abhülfe. Mit besonderer Beziehung auf die Verhältnisse des Wupperthales. Bädeker, Elberfeld 1862, (Digitalisat).
- Die Stellung des Christen zur Politik. Eine religiös-politische Betrachtung. Langewiesche, Barmen 1863, (Digitalisat).
- Die politischen Ereignisse des Sommers 1866. Ein Wort zur Verständigung und zum Frieden zwischen Nord- und Süddeutschland. Langewiesche, Barmen 1866, (Digitalisat).
- Kirchenpolitisches Credo. In einem Worte der Abwehr an den Verfasser der Schrift: „Moderne Kirchenbauplane“. Perthes, Gotha 1872, (Digitalisat).
- Bedarf Deutschland der Colonien? Eine politisch-ökonomische Betrachtung. 1879, (Digitalisat).
- Fünf Jahre Deutscher Kolonialpolitik. Rück- und Ausblicke. Perthes, Gotha 1889, (Digitalisat).